# Chloe O'Brian
Chloe O'Brian es un personaje de ficción en la serie estadounidense 24. Chloe es una agente analista y de inteligencia que trabajaba para la UAT de Los Ángeles durante las últimas temporadas emitidas de la serie. Su trabajo es el de analizar diversos canales de información, asegurar diversas transmisiones de operaciones de la UAT, y supervisar las tácticas informáticas al interior de las instalaciones. Chloe ha aparecido en 125 episodios durante 6 temporadas, siendo el segundo personaje en tener más apariciones en la serie, solo por detrás de Jack Bauer.

## Temporada 3
Chloe empieza la tercera temporada como la secretaria y asistente personal de Jack Bauer, entonces director de Operaciones de Campo en la UAT de Los Ángeles. Cuando Jack se retira misteriosamente tras un tiroteo en un intento de capturar a Kyle Stinger, Chloe debe revisar su oficina y encuentra agujas y heroína. Mientras se realiza la investigación, llega a Chloe un bebé que está a su cargo, y ella decide introducirlo a escondidas a la UAT pidiendo ayuda a Kim Bauer.
Tras esto, ella debe responder a Ryan Chappele, quien está investigando la colaboración de Jack en la fuga de un capo de la droga mexicano. Entonces el bebé es descubierto y Chloe accede a entregar al bebé y revelar que el padre es Chase Edmunds, compañero de Jack y novio de Kim.
Todo resulta ser un plan para reintroducir a Jack al cártel y permitirle obtener una poderosa arma vírica llamada Cordilla III. Pero Jack se encuentra con una vieja conocida de la UAT, Nina Myers. Para forzar a Jack a dejarla escapar, Nina despierta un virus informático en la UAT, que amenaza con liberar toda la información de agentes encubiertos. Chloe estaba arrestada en ese momento pero Chappelle se convence de la situación y llama a Chloe, quien con un poco de ayuda de los otros analistas de la UAT, logra detener la amenaza informática.
Cuando un rastro de dinero aparece vinculando el virus a Stephen Saunders, excolega de Jack, Chappelle trabaja ese rastro de dinero con varios bancos. Pero el Presidente David Palmer debe ceder a la demanda de Stephen de eliminar a Chappelle si quiere evitar que el virus sea propagado. Tras la ejecución de Chappelle, Chloe trabaja su rastro de dinero, y casi instantáneamente logra un vínculo con Jane Saunders, la hija de Stephen, quien se convierte entonces en la única ventaja de la UAT sobre el terrorista.
Aparte de coordinar las operaciones de captura de Stephen y un intercambio de rehenes (Jane Saunders por Michelle Dessler), Chloe no vuelve a tomar un rol importante en los eventos de la temporada.

## Temporada 4
Chloe se transforma en una de las pocas supervivientes de la serie en el intercambio de temporadas. Entre los hechos, se destaca el fundamental rol que toma al mando de las comunicaciones de la UAT, así como su primera operación en terreno, cuando de madrugada debe ir a revisar un ordenador ligado a un terrorista. En esa ocasión, por primera vez se ve en la obligación de utilizar un arma y matar a otro terrorista, que fue enviado hasta ese lugar para eliminar las pruebas, y a ella.

## Temporada 5
Para Chloe la quinta temporada empieza en la cama, con su colega Spencer Wolff. En ese momento Chloe recibe información de urgencia indicando que el expresidente David Palmer ha sido asesinado. Chloe se dirige rápidamente a la UAT, pero justo al llegar a su automóvil, recibe el llamado de Edgar, quien le dice que Tony y Michelle también han sido víctimas de un atentado, con un coche bomba. Chloe se aleja de su coche para observar a unos hombres que la vigilan, logra escapar de ellos y contacta con Jack, quien viene a por ella desde Mojave. Jack logra salvar a Chloe de los asesinos, entre ellos Haas, quien asesinó a David Palmer.
Mientras esto sucede, la UAT recibe información que implica a Bauer como el asesino de Palmer. Se teme por la captura y posible eliminación de Chloe cuando Curtis confirma que Chloe sabía algo relacionado con la muerte de Jack. Chloe debe ayudar a Jack a infiltrarse en el apartamento de los Palmer en busca de alguna prueba, mientras debe cuidar de Derek, hijo de la mujer que era pareja de Jack. Jack logra obtener una pista importante y Chloe es capturada y enviada a la UAT, donde apoya a Jack. 
Cuando unos terroristas toman el control del aeropuerto Ontario, la ayuda de Chloe es vital para supervisar las comunicaciones, más aún cuando debe ir contra el protocolo para ayudar a Jack a salvar a Derek, quien es rehén de los terroristas.
Chloe descubre que Spencer es un topo de Asuntos Internos y que está vigilando a Jack. Spencer creía estar trabajando para Asuntos Internos pero en realidad estaba siendo utilizado por Walt Cummings para llegar a Jack.
Chloe se halla vigilada por Lynn McGill, de División, y sus esfuerzos por ayudar a Jack terminan con la detención de Bill y un cambio de mando. Chloe debe ayudar a Audrey a infiltrar a Jack en las instalaciones de Omicron International, la compañía donde un poderoso gas nervioso en control de los terroristas ha sido fabricado. Entonces, Edgar recibe unas pistas de un posible atentado contra el presidente de Rusia. Chloe acude a McGill, quien rehúsa prestar ayuda por lo que ella debe trabajar bajo el radar con Audrey, en una acción que termina en la restitución de Bill quien procede a dar aviso al Servicio Secreto. La caravana se salva justo a tiempo, gracias al jefe de guardaespaldas de la Casa Blanca, Aaron Pierce.
Cuando Kim se entera de que Jack está vivo y vuelve a la UAT, Chloe justifica su encubrimiento dada la situación reciente de Palmer y Michelle, de lo cual Kim no estaba enterada. Posterior a esto, la UAT enfrenta un ataque cuando un terrorista trabajando para Vladimir Bierko logra infiltrar las instalaciones y liberar gas nervioso. Chloe coordina el cierre del recinto. Se encierra junto con Jack y otros agentes de la UAT en la Sala de Crisis. Su mejor amigo en la UAT, Edgar Stiles, no consigue resguardarse del gas nervioso, y ella queda traumatizada al verle morir sin poder hacer nada por ayudarle.
Cuando Karen Hayes de Seguridad Nacional llega a absorber a la UAT Los Ángeles, Chloe y Audrey trabajan encubiertamente para ayudar a Jack, quien localiza evidencia de vital importancia implicando al Presidente Logan en el asesinato de Palmer. Chloe es arrestada pero escapa a casa de Bill Buchanan, quien había sido depuesto anteriormente. Allí ella ayuda a Jack a abordar un avión, pero ella debe escapar a un hotel para seguir apoyando a Jack, y descubre la identidad de un colaborador de Henderson en ese avión.
Chloe vuelve a la UAT a instancias de Bill, quien ha sido temporalmente repuesto. Ella obtiene la prueba que inculpa a Logan, pero esta es borrada por Miles Papazian, ayudante de Karen que la traiciona a cambio de un mejor puesto en la administración Logan.
Ante esta situación, Chloe coordina con Jack la peligrosa operación de infiltrarse en un helicóptero para secuestrar a Logan y forzar una confesión. Jack no logra que Logan confiese, pero aun así la operación tiene éxito: Jack había introducido en las pertenencias de Logan un bolígrafo con un transmisor que grabaría una conversación en la cual Logan se inculpaba ante Martha por los eventos del día. Dicho transmisor fue preparado por Morris O'Brian, exmarido de Chloe y al que ella decidió llamar. El procurador general, ante esta evidencia, ordena el arresto del presidente.

## Temporada 6
Chloe regresa en la sexta temporada de la serie, esta vez junto con su exesposo, Morris. Chloe descubre un protocolo oculto en la UAT, y chantajeando a Nadia Yassir, la segunda al mando, descubre que la UAT va a sacrificar a su amigo Jack, para conseguir información acerca de los terroristas que han estado asediando al país las últimas semanas. Los esfuerzos de Chloe para proteger a Jack resultan contraproducentes cuando son detectados por los negociadores dirigidos por Abu Fayed, y Chloe es forzada a esperar. Pero después se revela que Fayed es el terrorista y Chloe empieza a operar la inteligencia de la UAT para apoyar a Jack.
Chloe es quien identifica una comunicación de Fayed confirmando que él es el terrorista; además, es ella quien recibe información corroborando que Jack y otro supuesto terrorista, Hamri Al-Assad, trabajan juntos para detener a Fayed. Chloe descubre una extraña relación entre Curtis y Al-Assad, que finalmente fuerza a Jack a matar a Curtis para proteger a Al-Assad. 
Chloe tiene algunos problemas personales y en su relación con Morris, lo que queda al descubierto cuando Morris es secuestrado por Fayed para reprogramar dispositivos nucleares, y es torturado en el proceso. Morris casi vuelve a su vieja adicción, la bebida, pero trata de resistir aún ante la inicial desconfianza de Chloe. Incluso, Chloe trató de llamar al asesor de Alcohólicos Anónimos de Morris, para descubrir que Morris había dejado la asesoría hace tiempo, pero aun así y viendo sus esfuerzos, le permite continuar. Además, hay fricción entre Morris y Milo Pressman pues ambos han "estado" con Chloe.
Y al final de la temporada 6 nos damos cuenta que Chloe está embarazada de Morris.

## Temporada 7
Chloe comienza el día 7 trabajando junto a Bill Buchanan y Tony Almeida en una operación encubierta por fuera de las agencias del gobierno. Su propósito es develar una conspiración entre un dictador africano, empresarios estadounidenses y miembros del gabinete para derrocar a la presidenta Allison Taylor. Más tarde, Chloe colabora con el FBI para buscar a los terroristas y encontrar un infiltrado en el bureau. Al poco tiempo es detenida, por haber borrado el nombre de un sospechoso de la lista de visitantes de la Casa Blanca para que Jack Bauer pudiera interrogarlo. Su esposo, Morris O'Brian, colabora con el FBI para detener a Jack, a cambio de inmunidad para Chloe. Luego, Chloe descubre que Tony intenta inculpar a ciudadanos de origen árabe en un atentado que está por cometer. Finalmente, logra dar con la ubicación de Almeida a través de una pista conseguida por Kim Bauer.

## Temporada 8
Chloe vuelve a trabajar como analista en CTU Nueva York, luego de que su esposo Morris es despedido del Departamento de Defensa. Tiene inconvenientes para adaptarse a las nuevas tecnologías, por lo cual su jefe, Brian Hastings, desconfía de su capacidad; pero su superior inmediata, Dana Walsh, le brinda su respaldo. En las primeras horas del día 8, cuando CTU sospecha que una periodista americana, involucrada sentimentalmente con el presidente Omar Hassan, está detrás de un plan para asesinarlo; es Chloe quien descubre que las pistas en su contra fueron plantadas para desviar la investigación y lograr que el magnicidio sea llevado a cabo. Más tarde, Chloe cambia de roles con Dana, debido a que los problemas personales de esta última interfieren con su trabajo. Luego de que los terroristas detonan una EMP (bomba de pulso electromagnético) en CTU, dejándola sin electricidad e inutilizándola en la búsqueda de material radioactivo; Chloe enfrenta a un funcionario de la NSA, amenazándolo con un arma, para que le permita restablecer el servicio eléctrico, en una arriesgada maniobra que podría haber puesto en peligro su vida y la de sus compañeros.
- Datos: Q256647